# Deux Femmes (film, 1937)
Pour plus de détails, voir Fiche technique et Distribution.
Deux femmes (John Meade's Woman) est un film américain réalisé par Richard Wallace, sorti en 1937.

## Synopsis
Teddy Connor est une jeune femme orpheline qui arrive à Chicago où elle va faire la connaissance John Meade un riche homme d'affaires, qui est fiancé. Les deux vont se découvrirai des sentiments amoureux.

## Fiche technique
- Titre original : John Meade's Woman
- Titre français : Deux Femmes
- Réalisation : Richard Wallace
- Scénario : John Bright, Robert Tasker, Vincent Lawrence et Herman J. Mankiewicz
- Costumes : Edith Head et William Bridgehouse
- Photographie : Harry Fischbeck
- Montage : Robert Bischoff
- Musique : Friedrich Hollaender
- Pays d'origine : États-Unis
- Format : Noir et blanc - 1,37:1 - Mono
- Genre : drame
- Date de sortie : 1937

## Distribution
- Edward Arnold : John Meade
- Francine Larrimore : Teddy Connor
- Gail Patrick : Caroline Haig
- George Bancroft : Tim Mathews
- John Trent (en) : Mike
- Aileen Pringle : Mrs Melton
- Sidney Blackmer : Rodney Bentley
- Willard Robertson : The Governor
- Jonathan Hale : Mr. Melton
- Parmi les acteurs non crédités :  
  - Stanley Andrews : Mr Westley
  - Harry Hayden : Gallatin
  - Erville Alderson : politicien
  - Fern Emmett : la secrétaire de John Meade
  - Charles Middleton : Fermier
  - Bert Roach : la personne ayant trop bu à la fête